# Jauntix
Jauntix – polski zespół synth popowy założony w 1989 w Wieliczce przez Damiana Dominika, Marcina Jaglarza i Norberta Nawojskiego. Muzyka zespołu wzorowana była na muzyce Depeche Mode.
W 1991 nakładem wytwórni Starling wydali swój debiutancki album pt. Sceny z XX wieku. W 1992 premierę miała ich druga płyta pt. Atlantyda. W tym samym roku wystąpili na 29. Krajowym Festiwalu Piosenki Polskiej w Opolu. W 1993 wydali trzeci album pt. Dolina płaczu, a rok później 1994 zakończyli działalność.
W listopadzie 2019 producentka i DJ-ka VTSS wydała utwór „Atlantyda”, zawierający sample z utworu zespołu o tym samym tytule. W listopadzie 2020 Damian Dominik i Marcin Jaglarz poinformowali w mediach społecznościowych o wydaniu trzypłytowego wydawnictwa pt. 1991–1993, zawierającego wszystkie dotychczas wydane albumy w zremasterowanych wersjach, a także zapowiedzieli pracę nad płytą z premierowym materiałem. Pod koniec grudnia wydali utwór „Moment”, a 1 kwietnia 2021 album, również zatytułowany Moment.